# José Hawilla
José Hawilla (São José do Rio Preto, 11 de juny de 1943 - São Paulo, 25 de maig de 2018), més conegut com a J. Hawilla, va ser un advocat, periodista i empresari brasiler. Fundador de Traffic, l'empresa líder del màrqueting esportiu. L'any 2014 es va declarar culpable de corrupció i altres delictes. Va admetre haver pagat suborns des de 1991 per obtenir els drets de màrqueting dels tornejos futbolístics més importants. Per evitar la presó va acordar amb la justícia nord-americana la devolució de 151 milions de dòlars i la col·laboració en investigar altres casos de corrupció com, per exemple, l'anomenat Cas Fifagate. El 25 de maig de 2018, a l'edat de setanta-quatre anys, Hawilla va morir a la ciutat brasilera de São Paulo, on estava hospitalitzat per problemes respiratoris.

## Inicis empresarials
Descendent de libanesos, casat, pare de tres fills, Hawilla es va convertir en un referent en el món de l'esport i de les comunicacions.
Des del 1958 fins al 1962, Hawilla va formar part de l'equip esportiu de la Rádio Rio Preto (PRB-8) sota la direcció de Rubens Muanis; el 1963 va treballar a Rádio Independência AM i el 1967 va ser contractat per la Rádio i TV Bandeirantes de São Paulo; reporter, presentador, productor i cap del departament esportiu de la TV Globo, amb Osmar Santos, i Tv Record; va treballar com a columnista pels diaris Correio da Araraquarense, el Diário da Tarde i el Diário da Região. Hawilla té un lloc al llibre "Nas Ondas da B-8 - A História do Rádio de São José do Rio Preto", de Paulo Serra Martins.

## TV Tem
Director i propietari de TV TEM, xarxa de televisió amb emissores a quatre ciutats de l'interior paulista: São José do Rio Preto, Bauru, Sorocaba e Itapetininga, afiliades a Rede Globo, propietari de la xarxa de diaris Bom Dia, amb circulació simultània a São José do Rio Preto, Bauru, Jundiaí, Sorocaba, Fernandópolis i ABC. També era propietari de TV7, productora de vídeo amb seu a São Paulo.

## Empresa Traffic
L'empresari José Hawilla o J. Hawilla, tal com li agradava que li diguessin, era propietari de Traffic, empresa fundada l'any 1980 a São Paulo. Traffic, des d'un principi, va anar adquirint successivament els drets de màrqueting dels principals tornejos futbolístics del continent americà. Tornejos com la Copa d'Or de la CONCACAF, la Copa Libertadores, la Copa de Brasil, la Lliga de Futbol de Nord-amèrica (NASL) i, sobretot, la Copa Amèrica, de la qual tenia els drets des de 1987.
A la dècada dels 90 també va intervenir entre els contractes de la Confederació Brasilera de Futbol (CBF) i diverses empreses patrocinadores. L'any 1996 va intervenir en el qüestionat acord milionari entre la CBF i la multinacional nord-americana Nike, de la que era el representant per l'Amèrica Llatina, Sandro Rosell, l'emprenedor que posteriorment seria el president del Futbol Club Barcelona. A la Comissió Parlamentària d'Investigació per Determinar la Regularitat del Contracte Subscrit entre la CBF i Nike (CPI), també conegut com a 'relatorio Nike' o 'Informe Nike', que va tancar-se al congrés brasiler l'abril de 2001, es va conèixer, amb la compareixença de J. Hawilla, que el seu patrimoni personal havia passat dels 3,7 milions de reals brasilers l'any 1995 a 76 milions l'any 1999, o que Traffic cobraria un 5% sobre els 16 milions de dòlars anuals del contracte entre la CBF i Nike. Tots aquests detalls, i molts més, apareixien el referit informe Nike on el contracte figurava protocol·litzat íntegrament.
L'any 2008, Traffic va iniciar-se en el món de la representació, administració i compravenda de jugadors de futbol. Traffic va intermediar, per exemple, en la venda dels jugadors Keirrison, Henrique o Douglas al Futbol Club Barcelona i l'excol·laborador de Sandro Rosell en la multinacional Nike i exempleat de Traffic, Andre Cury, va ser decisiu en la contractació del crac brasiler, Neymar Jr. pel Futbol Club Barcelona.

## Fifagate
El 12 de desembre de 2014, J. Hawilla, propietari i fundador de Traffic Group, el conglomerat més important de màrqueting esportiu de Brasil i d'Amèrica del Sud, es va declarar culpable de quatre càrrecs: crim organitzat, frau, blanqueig de capitals i obstrucció a la Justicia. Hawilla va acceptar un acord amb la justícia nord-americana per retornar més de 150 milions de dòlars (prop de 500 milions de reals brasilers) i, segons el seu advocat, un pla per a la venda de les seves accions a Traffic. Aquesta informació s'hauria conegut després que es divulguessin els documents amb la transcripció de la seva audiència privada davant el jutge Raymond Dearie del districte de Brooklyn, Nova York. Hawilla també hauria declarat que els suborns eren necessaris per aconseguir que Traffic s'adjudiqués contractes amb diverses organitzacions de futbol com, per exemple, la Copa Amèrica, la Copa Libertadores, la Copa do Brasil i també la FIFA i que sabia que pagar suborns era incorrecte, però que ho va fer regularment des de 1991. L'acord implicava, també, la cooperació amb el Departament de Justícia dels Estats Units, per a destapar més casos de corrupció.
El 27 de maig de 2015, en el marc de les investigacions dutes a terme per l'FBI en el denonimat Cas Fifagate, van ser detinguts set dirigents de la FIFA a l'Hotel Baur au Lac de Zuric (Suïssa) on s'allotjaven per assistir al 65è congrés de la FIFA. Les detencions haurien estat possibles gràcies a les informacions de l'exsecretari general de la CONCACAF, Chuck Blazer, i del mateix J. Hawilla, que també hauria gravat converses a membres de la FIFA després del seu pacte amb la justícia estatunidenca. Simultàniament, una altra operació d'escorcoll es va realitzar a la seu de la CONCACAF a Miami. El 29 de setembre de 2015, l'exvicepresident de la FIFA, Jack Warner, va ser sancionat a perpetuïtat i el 21 de desembre de 2015, el president de la UEFA, Michel Platini i el president de la FIFA, Sepp Blatter, eren sancionats a vuit anys d'inhabilitació per exercir qualsevol activitat relacionada amb el món del futbol.
Hawilla esperava la sentència que estava programada l'octubre de 2018, però el 25 de maig de 2018, a l'edat de setanta-quatre anys va morir a un hospital de Sao Paulo on estava ingressat per problemes respiratoris.